# Gramigna
Les  gramigna sont un type de pâtes originaires d'Émilie-Romagne. Leur nom signifie « chiendent ». Elles ressemblent à de petits bucatini.
Elles sont souvent servies avec du ragù ou de la saucisse. 